# Technetium(IV)chloride
Technetium(IV)chloride is een chloride van technetium, met als brutoformule TcCl4. Blootgesteld aan radioactiviteit kan het een chemische reactie aangaan.

## Synthese
Technetium(IV)chloride kan door reductie van technetium(VII)oxide met koolstoftetrachloride worden bereid:
{\displaystyle {\ce {Tc2O7 + 7CCl4 -> 2TcCl4 + 7COCl2 + 3Cl2}}}
Een alternatieve route is de oxidatie van technetium met dichloor:
{\displaystyle {\ce {Tc + 2Cl2 -> TcCl4}}}

## Structuur en eigenschappen
Technetium(IV)chloride komt voor als kristallen met een orthorombische kristalstructuur. Het behoort tot ruimtegroep Pbca. De parameters van de eenheidscel bedragen:
- a = 603 pm
- b = 1165 pm
- c = 1406 pm
- α = β = γ = 90°

Onder invloed van gammastralen wordt een colloïdale oplossing van technetium(IV)chloride geoxideerd tot een Tc(VII)-verbinding.

## Verwijzingen
1. ↑  (en)  M. Fattahi; L. Vichot; F. Poineau; C. Houée-Levin & B. Grambow (2005) - Speciation of technetium(IV) chloride under gamma irradiation[dode link], Radiochimica Acta, 93 (7), pp. 409–413